# Lista dos municípios de Rondônia por índice de Gini
Lista de Cidades de Rondônia por Índice de Gini do ano de 2003.

## Definição
O Coeficiente de Gini é utilizado para calcular a desigualdade de distribuição de renda. Ele consiste em um número entre 0 e 1, onde 0 corresponde à completa igualdade de renda (onde todos têm a mesma renda) e 1 corresponde à completa desigualdade (onde uma pessoa tem toda a renda, e as demais nada têm).

## Índice Gini dos Municípios
| Posição | Município                 | Gini |
| ------- | ------------------------- | ---- |
| 1       | Campo Novo de Rondônia    | 0,34 |
| 2       | Vale do Anari             | 0,35 |
| 3       | Pimenteiras do Oeste      | 0,36 |
| 3       | Parecis                   | 0,36 |
| 5       | Castanheiras              | 0,37 |
| 5       | Corumbiara                | 0,37 |
| 5       | Governador Jorge Teixeira | 0,37 |
| 5       | Nova União                | 0,37 |
| 5       | Novo Horizonte do Oeste   | 0,37 |
| 5       | Teixeirópolis             | 0,37 |
| 5       | Theobroma                 | 0,37 |
| 12      | Alto Alegre dos Parecis   | 0,38 |
| 12      | Alto Paraíso              | 0,38 |
| 12      | Cacaulândia               | 0,38 |
| 12      | Chupinguaia               | 0,38 |
| 12      | Machadinho do Oeste       | 0,38 |
| 12      | Primavera de Rondônia     | 0,38 |
| 12      | São Felipe do Oeste       | 0,38 |
| 12      | São Miguel do Guaporé     | 0,38 |
| 12      | Vale do Paraíso           | 0,38 |
| 21      | São Francisco do Guaporé  | 0,39 |
| 21      | Buritis                   | 0,39 |
| 21      | Seringueiras              | 0,39 |
| 21      | Nova Mamoré               | 0,39 |
| 25      | Cabixi                    | 0,40 |
| 25      | Nova Brasilândia do Oeste | 0,40 |
| 25      | Ministro Andreazza        | 0,40 |
| 28      | Alvorada do Oeste         | 0,41 |
| 28      | Costa Marques             | 0,41 |
| 28      | Itapuã do Oeste           | 0,41 |
| 28      | Mirante da Serra          | 0,41 |
| 28      | Presidente Médici         | 0,41 |
| 28      | Urupá                     | 0,41 |
| 34      | Espigão d'Oeste           | 0,42 |
| 34      | Alta Floresta do Oeste    | 0,42 |
| 34      | Candeias do Jamari        | 0,42 |
| 34      | Cujubim                   | 0,42 |
| 34      | Santa Luzia do Oeste      | 0,42 |
| 34      | Rio Crespo                | 0,42 |
| 40      | Jaru                      | 0,43 |
| 40      | Monte Negro               | 0,43 |
| 42      | Cerejeiras                | 0,44 |
| 42      | Ariquemes                 | 0,44 |
| 42      | Colorado do Oeste         | 0,44 |
| 42      | Rolim de Moura            | 0,44 |
| 46      | Pimenta Bueno             | 0,45 |
| 46      | Vilhena                   | 0,45 |
| 48      | Cacoal                    | 0,46 |
| 48      | Ji-Paraná                 | 0,46 |
| 48      | Ouro Preto do Oeste       | 0,46 |
| 51      | Guajará-Mirim             | 0,47 |
| 51      | Porto Velho               | 0,47 |

alta floresta 0,49

## Obeservações
Os municípios de Campo Novo de Rondônia, Guajará-Mirim e a capital de Rondônia, Porto Velho, possuem respectivamente a melhor e as piores distribuições de renda do estado. Sendo 0,34 o Índice Gini de Campo Novo de Rondônia, contra 0,47 de Guajará-Mirim e Porto Velho.